# بليك كابريلو
بليك كابريلو (بالإنجليزية: Blake Caparello)‏ مواليد 30 أغسطس 1986 في أستراليا، هو ملاكم محترف أسترالي يصنف ضمن فئة الوزن الثقيل بدأ مسيرته الاحترافية سنة 2009 حيث انتصر في نزاله الأول.

## المسيرة الاحترافية
من نزالاته:
- خسر أمام أندريه ديرل (29-04-2016).
- خسر أمام سيرغي كوفاليف بالضربة الفنية القاضية (02-08-2014).
- انتصر على إلفير موريقي (31-01-2014).
- انتصر على ألان غرين (17-10-2013).

## إحصائيات
خاض خلال مسيرته 33 نزالا، فاز في 29 وتعادل في 1 وخسر في 3. فاز بالضربة القاضية في 12 نزالات.

## وصلات خارجية
- بليك كابريلو على موقع بوكس ريك (الإنجليزية) (registration required)

- الموقع الرسمي